# Отто Штапф (генерал)
Отто Штапф (нім. Otto Stapf; 13 листопада 1890, Іпгофен — 30 березня 1963, Мюнхен) — німецький воєначальник, генерал піхоти вермахту (1 квітня 1942). Єдиний кавалер одночасно Лицарського хреста Залізного хреста і Лицарського хреста Хреста Воєнних заслуг з мечами.

## Біографія
1 серпня 1910 року поступив на службу в Баварську армію. Учасник Першої світової війни. Після демобілізації армії залишений у рейхсвері. З листопада 1938 року — 3-й обер-квартирмейстер Генштабу сухопутних військ і офіцер зв'язку із люфтваффе. З 6 листопада 1940 року — перший командир 111-ї піхотної дивізії. З 1 по 26 січня 1942 року тимчасово виконував обов'язки командира 44-го армійського корпусу. З 3 серпня 1942 року — начальник Східного економічного штабу, який очолював до його розпуску восени 1944 року.
Штапф вважався «особливо затятим противником Гітлера», хоча і не брав активну участь в русі Опору. Восени 1944 року він перед Йоахімом Куном «висловив надію на швидке усунення» Гітлера. Клаус фон Штауффенберг планував призначити Штапфа новим міністром залізничного транспорту. 

## Нагороди
- Медаль принца-регента Луїтпольда
- Залізний хрест 2-го і 1-го класу
- Князівський орден дому Гогенцоллернів, почесний хрест 3-го класу з мечами
- Орден «За заслуги» (Баварія) 4-го класу з мечами і короною
- Військовий Хрест Фрідріха-Августа (Ольденбург) 2-го і 1-го класу
- Нагрудний знак «За поранення» в чорному
- Почесний хрест ветерана війни з мечами
- Медаль «За вислугу років у Вермахті» 4-го, 3-го, 2-го і 1-го класу (25 років)
- Застібка до Залізного хреста 2-го і 1-го класу
- Лицарський хрест Залізного хреста (31 серпня 1941)
- Хрест Воєнних заслуг 2-го і 1-го класу з мечами
- Лицарський хрест Хреста Воєнних заслуг з мечами (10 вересня 1944)
- Баварський орден «За заслуги» (1961)